# 장사길
장사길(張思吉, ?~1418)은 고려 말 조선 초의 무신이다.

## 생애
압록강(鴨綠江) 하류 의주(義州)의 토호이자 의주상만호를 지낸 장려(張侶)의 아들이다.
우왕(禑王) 8년(1382년) 호발도(胡拔都)가 1천 군사를 거느리고 압록강을 넘어 의주로 쳐들어와 그의 집을 포위했을 때 아버지나 동생 장사충과 함께 맞서 싸우다 화살을 맞았다.
이후 장사길은 아버지의 자리를 물려받아 의주만호가 되었다. 창왕 즉위년(1389년) 6월 밀직부사(密直副使)가 되었는데, 고려 조정은 당시 국방상의 요충지였던 의주의 토호로써 현지의 정세를 잘 알고 있었던 그에게 특별히 포상을 더해 주어서 변방 백성들을 위무하게 하였다. 8월에는 조언(曹彦), 최칠석(崔七夕), 정요(鄭曜)와 함께 왜구를 방비하였다.
장사길은 이성계(李成桂)의 위화도 회군에도 가담하여, 공양왕(恭讓王)이 즉위한 뒤인 공양왕 2년(1390년)에 회군공신으로 녹권되었다. 8월에는 이두란(李豆蘭)과 함께 서해도(西海道)에서 왜구를 진압하였다. 이후 관직이 밀직부사를 거쳐 동지밀직사사(同知密直司事)에 이르렀는데, 이때 장사길은 병을 이유로 사직을 청하였다가 석 달 뒤에 다시 동지밀직사사로 복직하였다. 그가 복직한 날에 이성계의 아들인 이방원(李芳遠)이 밀직제학(密直提學)이 되었다.
장사길이 동지밀직사사로 복직하기 전인 4월 4일에, 이성계 일파를 제거하고 고려 왕조를 지키고자 진력하던 정몽주가 이성계의 아들 이방원에게 암살당했다. 이방원은 정몽주를 암살한 것을 아버지에게 고한 뒤, 장사길(張思吉) 등을 불러 휘하 군사들을 거느리고 이성계의 사저를 빙 둘러싸고 경비하게 하였다. 석 달 뒤인 7월 12일 왕대비 안씨를 협박해 공양왕을 퇴위시킨다는 교지를 받아내는 형태로 이성계 일파는 끝내 공양왕을 퇴위시켰다. 나흘 뒤인 16일 배극렴, 조준, 정도전 등이 고려국왕의 국새를 받들고 이성계의 사저로 가서 이성계에게 즉위를 권했는데, 이때 장사길도 함께 있었다. 이성계는 다음날 새로운 고려국왕으로 즉위했다.
장사길은 동생 장사정과 함께 조선 개창에 참여한 공으로  7월 28일에 보조공신 지중추원사 의흥친군위 동지절제사 화령군(補祚功臣知中樞院使義興親軍衛同知節制使和寧君)에 봉해졌고 이지란, 조박 등과 함께 전지 170결과 노비 20구를 받았다.
무인정사(제1차 왕자의 난) 때 정안대군에게 참가하여 정사이등공신(定社二等功臣) 참찬문하부사(參贊門下府事) 영가군(永嘉君)에 봉해졌다가 이후 참찬문하부사(參贊門下府事)·판공조사(判工曹事)·의흥삼군부우군절제사(義興三軍府右軍節制使)가 되고, 이어 화산군(花山君)으로 개봉되었다.
무인정사 때와는 달리 회안대군 방간이 일으킨 제2차 왕자의 난에서는 장사길은 적극적인 모습을 보이지 않았다. 정종 2년(1400년) 사헌부는 장사길을 탄핵하였으나 정종은 듣지 않았다. 태종이 즉위한 뒤에는 우군도총제(右軍都摠制)가 되었는데 사헌부에서 장사길이 자신의 기첩(妓妾)으로 데리고 있던 합주(陜州)의 관비(官婢) 복덕(福德)의 양천 문제로 말을 꾸몄다는 점을 들어 그를 탄핵하였고, 태종은 장사길이 공신이라는 이유를 들어 가벼이 죄를 논할 수 없다고 하면서도 도관에 내려서 시비를 가리게 하였는데, 장사길은 태종 앞에서 혼미하여 망령된 짓을 했다고 사죄했다. 이에 태종은 사헌부 장령 이계공(李季拱)을 불러 장사길이 이미 자복하였음을 들어 더는 이 일을 논하지 말도록 명했다.
이후 조선 왕실에서 명의 영락제의 성절을 축하하는 조하(朝賀)에 참석하지 않았다는 이유로 파직되었다가 다시 복직하여 참찬의정부사(參贊議政府事) 등을 지냈으며 관직에서 물러났다.
세종 즉위년 무술(1418년) 10월 30일 졸하였다. 시호는 희양(僖襄)이었다.

## 인물
용맹하고 지략이 뛰어났으며, 배까지 닿는 긴 수염을 길렀다고 한다.

## 가계
장사길은 본래 화령(化寧) 사람이었던 아버지 장려가 의주진(義州鎭)에 들어와 의주참(義州站)의 관리가 된 것을 시작으로 아버지의 의주만호 자리를 세습하며 그 지역에서 영향력을 행사하고 있었고, 고려 조정 역시 장사길이 의주 지역에서 현지 정세를 잘 안다는 이유로 그를 중용하였다.
《조선왕조실록》에는 장사길의 집안인 의주의 장씨(張氏)가 고려나 조선 조정과의 마찰이 있었음을 암시하는 기록이 보이는데, 《태조실록》에는 "의주의 토호(土豪) 장씨가 조정 명령을 듣지 않고 (중략) 임금(태조)이 즉위한 이후에 성교(聲敎)가 멀리 서북면 백성들에게까지 입혀져서, 편안하게 살고 생업을 즐기게 되어, 전야(田野)가 날로 개간되고 인구가 날로 번성해져서, 의주의 장사길이 임금의 휘하에 예속되기를 원하여 개국공신의 반열에 참예하게 되었다. 이 뒤로부터 장씨가 다시 반란하는 일이 없어서" 운운한 부분이나, 정종 2년 경진(1400) 사헌부에서 장사길 형제를 탄핵하면서 "무진년에 회군할 때에 태상전하(태조)께서 생각하시기를, ‘간악하여 보증하기 어려운 사람에게 변경(邊境)을 온전히 맡길 수 없다.’고 하여, 장사길ㆍ장사정을 거느리고 서울에 와서 관직을 주어 후대하였습니다.", "지금 사병(私兵)을 혁파할 때를 당하여, 장사길ㆍ장사정이 간사하고 교활한 사람을 많이 모아 반당(伴儻)이라 일컫고, 떼를 지어 사냥하면서 마음대로 위복(威福)을 자행하여, 수령(守令)을 능욕하고 양민(良民)을 사역시키기를 한결같이 노예처럼 하였으므로, 한 지방의 인민들이 모두 복종하여 뇌물을 많이 바쳤으니"라고 언급하는  부분이 그것이다.
- 아버지: 장려
- 어머니: 미상
- 부인: 복덕(福德)
- 아들: 장주(張住)
  - 손자: 장자은(張字殷)
- 딸: 순혜옹주 장씨

《세종실록》에 실린 장사길의 졸기에 따르면 장사길은 생전에 섬주(陝州)의 관비였던 복덕(福德)이라는 여자를 기첩(妓妾)으로 두었고, 그에게서 아들 주(住)와 두 명 이상의 딸을 보았다. 장사길은 복덕을 면천시키기 위해 복덕의 신분이 양인(良人)인지 천인(賤人)인지에 대하여 거짓으로 말을 꾸며 보고하였다가 임금을 기망하였다는 사헌부의 탄핵을 받기도 했다.
장주는 첩의 자식이되 양첩(良妾) 소생의 서자(庶子)도 아니고 천첩(賤妾) 소생의 얼자(孼子)라는 이유로 그를 호군(護軍)으로 임명하는 태종의 고신(告身)에 사간원에서 서경(署經)을 하지 않았고, 태종이 이를 지적하여 사간원에서는 장주의 고신에 '4품으로 제한한다'라고 써 넣자 태종은 "관작(官爵)은 임금된 자의 권병(權柄)인데, 거기에 신하가 제멋대로 품계 승진의 한계를 적어 넣어도 되는 것이냐"고 나무라고 장주의 품계 승진 제한에 대한 명기를 지워 없애게 했다. 장주의 아들인 장자은의 대에는 양첩자(良妾子) 즉 '양인 출신의 첩의 아들'로 기재하도록 명하는 등, 장사길의 기첩인 복덕은 조선 조정에서 '천인'이 아닌 '양인'으로 대우받았다.
순혜옹주는 태종 12년 임진(1412) 이전에 태종을 모시고 있었고, 장사길의 다른 한 명의 딸은 전임 첨절제사(僉節制使) 정복주(鄭復周)의 계실로 들어갔다. 이때 정복주는 이미 결혼한 부인이 있었고, 사헌부는 정복주가 자신의 옛 아내를 버리고 계실을 들여서 선비의 기풍에 누를 끼쳤다고 탄핵하였다. 태종은 다 늙어서 자기 조강지처를 버리고 천한 여자의 딸을 새 아내로 맞았으니 새 아내와 장모의 신분에 맞춰 신분을 낮춰 주는 것이 마땅하다며 정복주를 폐서인하였다.

## 같이 보기
- 장사정 (張思靖)